# 維利內 (克羅皮夫尼茨基區)
維利內（烏克蘭語：Ві́льне）是烏克蘭基洛夫格勒州克羅皮夫尼茨基區的村落，2001年人口883。在克羅皮夫尼茨基西南西近郊距離約5公里，平均海拔148公尺。